# Eugen Systems
Eugen Systems ist ein französischer Entwickler von Computerspielen, der im Jahre 2000 von Alexis Le Dressay, einem DPLG-Architekten, und Cedric Le Dressay, Software-Ingenieur, gegründet wurde. Das Unternehmen konzentriert sich derzeit auf die Entwicklung von Echtzeit-Strategiespielen für den PC und Macintosh-Plattformen, sowie erschien R.U.S.E. auch für die Konsolen PlayStation 3 und Xbox 360.

## Liste der Videospiele
| Release | Titel                        | System | System | System | System | System | Wertungen (Metacritic)                | Publisher              |
| Release | Titel                        | Win    | Mac    | Linux  | PS3    | X360   | Wertungen (Metacritic)                | Publisher              |
| ------- | ---------------------------- | ------ | ------ | ------ | ------ | ------ | ------------------------------------- | ---------------------- |
| 2000    | Times of Conflict            | ja     | nein   | nein   | nein   | nein   |                                       |                        |
| 2005    | Act of War: Direct Action    | ja     | nein   | nein   | nein   | nein   | PC: 82/100                            | Atari                  |
| 2006    | Act of War: High Treason     | ja     | nein   | nein   | nein   | nein   | PC: 74/100                            | Atari                  |
| 2010    | R.U.S.E.                     | ja     | ja     | nein   | ja     | ja     | PS3: 76/100, PC: 76/100, X360: 78/100 | Ubisoft                |
| 2012    | Wargame: European Escalation | ja     | ja     | ja     | nein   | nein   | PC: 81/100                            | Focus Home Interactive |
| 2013    | Wargame: AirLand Battle      | ja     | ja     | ja     | nein   | nein   | PC: 80/100                            | Focus Home Interactive |
| 2014    | Wargame: Red Dragon          | ja     | ja     | ja     | nein   | nein   | PC: 78/100                            | Focus Home Interactive |
| 2015    | Act of Aggression            | ja     | —      | —      | nein   | nein   | PC 71/100                             | Focus Home Interactive |
| 2017    | Steel Division: Normandy 44  | ja     | —      | —      | nein   | nein   | PC 83/100                             | Paradox Interactive    |
| 2019    | Steel Division 2             | ja     | nein   | nein   | nein   | nein   | PC 73/100                             | Eugen Systems          |
| 2022    | WARNO                        | ja     | nein   | nein   | nein   | nein   |                                       | Eugen Systems          |